# Kumpusaari (ö i Norra Österbotten, Oulunkaari)
Kumpusaari är en halvö i Finland. Den ligger i sjön Puhosjärvi och i kommunen Pudasjärvi i den ekonomiska regionen  Oulunkaari  och landskapet Norra Österbotten, i den centrala delen av landet, 600 km norr om huvudstaden Helsingfors.